# فيودور ميلوفانوف
فيودور ميلوفانوف هو لاعب كرة قدم روسي في مركز الهجوم، ولد في 6 مارس 1979 في فارونيش في روسيا. لعب مع أورال يكاترينبورغ وتوربيدو موسكو وتوم تومسك ودينامو ستافروبول ونادي دينامو الداغستاني.